# Кудін Андрій Володимирович
Андрі́й Володи́мирович Ку́дін (народився 21 липня 1970, Мінськ, Білоруська РСР) — колишній білоруський хокеїст, воротар, наразі тренер воротарів солігорського хокейного клубу «Шахтар». Гравець національної збірної Білорусі. У складі «Керамін» (Мінськ) переможець Білоруської Екстраілги 2007—08.
Виступав за «Хімік» (Новополоцьк), «Полімір» (Новополоцьк), «Вітебськ», «Керамін-2» (Мінськ) і «Керамін» (Мінськ).
Володар Кубка Білорусі (2008).